# Pô
Pô è un dipartimento del Burkina Faso classificato come città, capoluogo della provincia di Nahouri, facente parte della Regione del Centro-Sud.
Il dipartimento si compone del capoluogo e di altri 25 villaggi: Adongo, Badongo, Banon, Bourou, Dakola, Dongo, Fanian, Gho, Gougogo, Kapori, Langouèrou, Mantiongo, Nahouri, Nakoum, Pighyiri, Pounkouyan, Sapina, Songo I, Songo II, Tamoana, Tambolo, Tiakane, Torem, Yago e Yaro.